# African Worlds
Die von Daryll Forde 1954 herausgegebene Sammlung African Worlds: Studies in the Cosmological Ideas and Social Values of African peoples („Afrikanische Welten: Studien über kosmologische Vorstellungen und soziale Werte afrikanischer Völker“) besteht aus neun Studien über kosmologische Vorstellungen und soziale Werte afrikanischer Völker und ist einer der Meilensteine der modernen Afrikanistik.
Jede der Studien beschreibt die Sicht auf die Welt, wie sie in ihren Schöpfungsmythen, Überlieferungen vom Ursprung und religiösen Glaubensvorstellungen zum Ausdruck kommt. Die Studien widmen sich solch unterschiedlichen Systemen wie dem komplexen metaphysischen System der Dogon von Französisch-Westafrika, den magischen Kulten der Abuluyia aus Kenia, den religiösen Praktiken der Lele von Kasai, in denen der Wald eine vorherrschende Rolle spielt, die Geheimgesellschaften der Mende und dem Ahnenkult der Aschanti.
Die Autoren zeigen, wie dicht Vorstellungen von der göttlichen Ordnung des Universums mit der Organisation der Gesellschaft und dem Alltagsleben der Menschen verbunden sind, so dass die Inthronisierung eines Königs oder Chefs, das Brauen von Bier, das Erbauen eines Getreidespeichers, die Organisation einer Jagd alle symbolische Signifikanz haben und von passenden Ritualen begleitet werden. Der Reichtum der Metaphorik und des Symbolismus, die in diesen Mythen an den Tag gelegt wird, und die Subtilität der metaphysischen Vorstellungen wurden für viele, die die sogenannten primitiven Gesellschaften vorher nicht näher studierten, zu einer Offenbarung.

## Inhaltsübersicht
- Daryll Forde: Einführung
- Mary Douglas: The Lele of Kasai
- Gunter Wagner: The Abaluyia of Kavirondo (Kenya)
- J. D. Krige und E. J. Krige: The Lovedu of the Transvaal
- Marcel Griaule und Germaine Dieterlen: The Dogon of the French Sudan
- Kenneth Little: The Mende in Sierra Leone
- Godfrey Lienhardt: The Shilluk of the Upper Nile
- J. J. Maquet: The Kingdom of Ruanda
- K. A. Busia: The Aschanti of the Golden Coast
- Paul Mercier: The Fon of Dahomey

## Bibliographische Angaben
In der Reihe Classics in African Anthropology erlebte das Werk 1999 eine Neuauflage (ISBN 3-8258-3086-1), mit einer Einführung von Professor Wendy James vom Institute of Cultural and Social Anthropology in Oxford.